# Luis Amador
Luis Enrique Amador Alanis (Ciudad de México, México, 10 de enero de 1996) es un futbolista mexicano. Juega de mediocampista y su equipo actual es Murciélagos F. C. de la Liga MX de México.

## Trayectoria
Inició su carrera en las divisiones inferiores del Club América. Para el torneo Apertura 2017 es registrado con el primer equipo bajo el mando de Miguel Herrera.

## Estadísticas

### Clubes
| Club                  | País   | Año         |
| --------------------- | ------ | ----------- |
| Club América          | México | 2013 - 2017 |
| Murciélagos F. C.     | México | 2018        |
| Pacific F. C.         | México | 2018        |
| Club Necaxa           | México | 2019        |
| Pioneros Cancún F. C. | México | 2019        |
| Persas FC             | Perú   | 2025        |